# Président du gouvernement de la République tchèque
Pour les autres articles nationaux ou selon les autres juridictions, voir Président du gouvernement.
Le président du gouvernement de la République tchèque (en tchèque : Předseda vlády České republiky) est le chef du gouvernement de la Tchéquie. Principal détenteur du pouvoir exécutif, ses attributions sont régies par la Constitution du 1er janvier 1993.
Le titulaire actuel de la fonction est Petr Fiala du Parti démocratique civique (ODS) depuis le 28 novembre 2021.

## Nomination

### Proposition
Le président du gouvernement est nommé par le président de la République, en tenant compte de la répartition politique de la Chambre des députés (Poslanecká sněmovna).
Dans les trente jours qui suivent sa nomination, le gouvernement se soumet à un vote de confiance de la Chambre des députés, celle-ci étant accordée à la majorité simple. En cas d'échec, la procédure est alors recommencée. Si le gouvernement n'obtient toujours pas l'investiture parlementaire, le président de la République nomme un nouveau président du gouvernement sur recommandation du président de la Chambre.
Dans le cas d'un nouvel échec, le chef de l'État prononce la dissolution de la Chambre des députés.

### Serment
Une fois nommé, il prête le serment suivant : « Je promets fidélité à la République tchèque. Je promets d'observer sa Constitution et ses lois et de les appliquer. Je promets sur mon honneur d'exercer ma fonction consciencieusement et de ne pas abuser de ma position. ».

## Compétences

### Propres
En sa qualité de chef du gouvernement dans un régime parlementaire, le président du gouvernement tchèque est chargé de l'organisation des activités de son gouvernement, dont il assure la représentation. C'est en outre à lui qu'il revient de présider les séances du conseil des ministres.

### Relations avec les autres institutions
Il lui appartient de cosigner les « mesures législatives », textes législatifs d'urgence adoptés par le Sénat lorsque la Chambre des députés est dissoute, avec les présidents de la République et du Sénat, ainsi que les lois définitivement adoptées, avec les présidents de la République et de la Chambre. Il cosigne également les décrets d'application des lois.
Il est, enfin, chargé de contresigner certaines décisions prises par le président de la République dans le domaine diplomatique, militaire, politique ou judiciaire. Dans ce cas, il est responsable des actes ainsi adoptés.

## Vice-président du gouvernement
Pour marquer l'importance d'un portefeuille ministériel ou assurer une représentation équilibrée à toutes les forces de la coalition gouvernementale, un ou plusieurs membres de l'exécutif peut se voir attribuer le titre de vice-président du gouvernement (Místopředseda vlády), qu'il peut cumuler avec un portefeuille ministériel.

## Démission
Le président du gouvernement remet sa démission, et celle de son gouvernement, en cas d'échec lors d'un vote de confiance, de vote d'une motion de censure, à la majorité absolue des députés, ou d'ouverture d'une nouvelle législature. En revanche, une démission de sa propre initiative n'entraîne pas, en droit, la chute du cabinet.

## Histoire
Le poste de président du gouvernement est créé le 8 janvier 1969, soit une semaine après la proclamation de la République socialiste tchèque, entité politique fédérée de la République socialiste tchécoslovaque. Jusqu'en 1990, il n'est occupé que par des membres du Parti communiste tchécoslovaque (KSČ), alors seul parti politique autorisé en Tchécoslovaquie. Le 1er janvier 1993, la République tchèque devient indépendante et la Constitution maintient la fonction de président du gouvernement.

## Titulaires
Depuis 1969, dix-sept personnes ont occupé le poste de président du gouvernement, dont dix depuis l'indépendance et cinq communistes.
Le record de longévité est détenu par le communiste Josef Korčák, titulaire pendant dix-sept ans et deux mois, entre 1970 et 1987. Depuis l'indépendance, c'est Václav Klaus, du Parti démocratique civique (ODS), qui l'a occupé le plus longtemps, avec deux mandats consécutifs pour une durée totale de cinq ans.

### Résidence officielle
Le président du gouvernement dispose d'une résidence officielle à Prague. Depuis le 18 décembre 1998, il s'agit de la Villa Kramář (Kramářova vila).